# Za tekh, kto v more
Za tekh, kto v more (russisk: За тех, кто в море) er en sovjetisk spillefilm fra 1947 af Aleksandr Fajntsimmer.

## Medvirkende
- Mikhail Zharov som Kharitonov
- Aleksandra Trisjko som Sofija Petrovna
- Dmitrij Pavlov som Maksimov
- Ninel Mysjkova som Olga Sjabunina
- Gennadij Karnovitj-Valua som Borovskij